# Opalone (Kopy Liptowskie)
Opalone (słow. Opálené) – najbardziej na południe wysunięty i najniższy koniec głównej grani Liptowskich Kop w słowackich Tatrach Wysokich. Ciągnie się od wysokości około 1300 m do około 1700 m n.p.m. pomiędzy dolnymi częściami Doliny Krzyżnej i Doliny Koprowej. Brak w nim jakiejkolwiek kulminacji. Nazwa pochodzi od tego, że w latach 20. XX wieku szalały tu wielkie pożary. Jeszcze w 2005 r. drzewa i krzewy w tej części Kop Liptowskich były mocno przetrzebione.
Stokami i grzbietem Opalonego biegną dwie wykonane ponad 100 lat temu drogi. Jedna z nich prowadzi główną granią Kop Liptowskich aż na Zawory, druga to wykonana na potrzeby myśliwych ścieżka Leśna Obwodnica.  Od 1949 r. cały rejon Kop Liptowskich stanowi obszar ochrony ścisłej TANAP-u z zakazem wstępu – ale nie dla myśliwych (świadczą o tym nadal istniejące i remontowane ambony i domki myśliwskie). 